# تيم براون (سياسي أمريكي)
تيم براون (بالإنجليزية: Tim Brown)‏ هو سياسي أمريكي، ولد في 25 أكتوبر 1962 في أوماها في الولايات المتحدة. حزبياً، نشط في الحزب الجمهوري. وقد انتخب عضو مجلس نواب أوهايو.